# Fernando López de Ayala y Talero
Fernando López de Ayala y Talero, VI conde del Prado (Arjona,?-Ibíd., 2 de agosto de 1928) fue un aristócrata y propietario español.

## Biografía
Recibió el título de conde del Prado en 1888 por cesión de Luis de Solís y Manso, sobrino y yerno del general carlista Simón Manso.
Debido a sus relaciones personales, en política ocupaba un puesto en el comité del Partido Conservador de su localidad natal. Sin embargo, al comprobar la benevolencia del gobierno de Cánovas del Castillo ante «los avanzados liberales» y tras las elecciones generales de 1891, en que su partido despreció la candidatura para diputado a Cortes por Jaén del filósofo católico Juan Manuel Ortí y Lara, decidió darse de baja de las filas liberal-conservadoras y se puso a las órdenes de Ramón Nocedal.
Desde finales del siglo XIX colaboró con el periódico integrista El Pueblo Católico de Jaén, que lo definió como «uno de esos hombres (...) que a pesar y por lo mismo de tener posición independiente, título nobiliario, brillante juventud, no se satisface con los goces que estas cualidades pueden prestar a la vida del cuerpo, sino aspiran a más, y buscando los goces del espíritu, estudian, escriben, propagan sus ideales, luchan».
Participó en la política local y en 1895 fue elegido alcalde de Arjona. Posteriormente se trasladó a Granada, donde era propietario del Cuarto Real de Santo Domingo.
En Granada ocupó la jefatura provincial del Partido Integrista desde principios del siglo XX hasta su muerte, y presidió durante mucho tiempo el Círculo Integrista de la ciudad. En la década de 1910 procuró una estrecha cooperación con los jaimistas, liderados en aquel momento en Granada por José Luis de Andrada-Vanderwilde.
Según El Siglo Futuro, diario del que fue constante suscriptor, el conde del Prado «odiaba el error liberal, y a pesar de su elevada posición, nunca estuvo afiliado a centros que por sus fines pudieran albergar los errores liberales».
Admirador del pedagogo y canonista Andrés Manjón, fundador de las Escuelas del Ave María, en 1925 creó en Arjona una de estas escuelas, en la que recibían educación doscientos niños.
Se casó con Luisa Dávila Ponce de León y Pérez del Pulgar, con quien no tuvo descendencia. El título de conde del Prado quedó vacante hasta el año 1950, en que sucedió en el mismo su sobrino José María Muñoz-Cobo y García.